# Floricomus
Floricomus é um gênero de aranhas da família Linyphiidae endêmico da América do Norte e descrito em 1925.